# English National Ice Hockey League 2002/03
Die Saison 2002/03 war die siebente Austragung der English National League. Nach der Ice Hockey Superleague, der British National League und der English Premier Ice Hockey League stellt sie die 4. Liga des britischen Eishockeys dar.

## Modus und Teilnehmer
Die Mannschaften spielten in einer Nord- und einer Südgruppe. In einer Einfachrunde spielte jeder gegen jeden. Danach spielten die jeweils ersten Vier in Play-off-Gruppen um die Play-off-Plätze. Die jeweils ersten beiden von Nord und Süd spielten anschließend in Play-offs mit Hin- und Rückspiel um den Gesamtsieg.

## Nordgruppe
Die Nordgruppe spielte mit denselben Mannschaften wie in der Vorsaison. Lediglich die Birmingham Rockets wechselten in die Südgruppe, während  die Flintshire Freeze von dort in die Nordgruppe wechselten.

### Hauptrunde
| Platz | Mannschaft            | Spiele | S  | U | N  | Tore    | Punkte |
| ----- | --------------------- | ------ | -- | - | -- | ------- | ------ |
| 1     | Sheffield Spartans II | 18     | 16 | 1 | 1  | 162: 52 | 33     |
| 2     | Altrincham Aces       | 18     | 15 | 0 | 3  | 198: 64 | 30     |
| 3     | Whitley Warriors      | 18     | 13 | 0 | 5  | 155: 73 | 26     |
| 4     | Kingston Jets II      | 18     | 11 | 0 | 7  | 114: 87 | 22     |
| 5     | Blackburn Hawks       | 18     | 10 | 0 | 8  | 119: 81 | 20     |
| 6     | Billingham Bombers    | 18     | 10 | 0 | 8  | 101: 68 | 20     |
| 7     | Flintshire Freeze     | 18     | 6  | 0 | 12 | 81:131  | 12     |
| 8     | Sunderland Chiefs     | 18     | 5  | 0 | 13 | 79:143  | 10     |
| 9     | Grimsby Buffalos      | 18     | 3  | 1 | 14 | 71:213  | 7      |
| 10    | Bradford Bulldogs     | 18     | 0  | 0 | 18 | 47:215  | 0      |

Legende: S–Siege, U–Unentschieden, N–Niederlage

### Play-offs
Die besten vier Mannschaften spielten einen Finalteilnehmer aus.
| Platz | Mannschaft            | Spiele | S | U | N | Tore  | Punkte | AA  | SS    | KJ  | WW   |
| ----- | --------------------- | ------ | - | - | - | ----- | ------ | --- | ----- | --- | ---- |
| 1     | Altrincham Aces       | 6      | 4 | 1 | 1 | 35:23 | 8      | ×   | 4:8 1 | 6:1 | 11:4 |
| 2     | Sheffield Spartans II | 6      | 4 | 0 | 2 | 49:27 | 8      | 7:8 | ×     | 0:3 | 14:0 |
| 3     | Kingston Jets II      | 6      | 3 | 1 | 2 | 27:25 | 7      | 2:2 | 6:11  | ×   | 9:3  |
| 4     | Whitley Warriors      | 6      | 0 | 0 | 6 | 17:53 | 0      | 1:4 | 6:9   | 3:6 | ×    |

## Südgruppe
Das Teilnehmerfeld reduzierte sich durch Ausscheiden der Telford Tigers und der Chelmsford Chieftains, die in die höherklassige EPIHL wechselten. Zudem zogen sich die Oxford City Stars und die zweite Mannschaft der Slough Jets zurück und die Flintshire Freeze wechselten in die Nordgruppe, aus der die Birmingham Rockets wieder zurückkehrten.

### Hauptrunde
| Platz | Mannschaft                | Spiele | S  | U | N  | Tore    | Punkte |
| ----- | ------------------------- | ------ | -- | - | -- | ------- | ------ |
| 1     | Basingstoke Buffalo II    | 20     | 18 | 1 | 1  | 145: 39 | 37     |
| 2     | Bracknell Hornets II      | 20     | 11 | 3 | 6  | 84: 75  | 25     |
| 3     | Invicta Dynamos II        | 20     | 8  | 4 | 8  | 52: 55  | 20     |
| 4     | Milton Keynes Kings II    | 20     | 8  | 2 | 10 | 77: 76  | 18     |
| 5     | Peterborough Islanders II | 20     | 3  | 5 | 12 | 87:136  | 11     |
| 6     | Birmingham Rockets        | 20     | 4  | 1 | 15 | 71:135  | 9      |

Legende: S–Siege, U–Unentschieden, N–Niederlage

### Play-offs
Die besten vier Mannschaften spielten einen Finalteilnehmer aus.
| Platz | Mannschaft             | Spiele | S | U | N | Tore  | Punkte | BB   | MK    | BH  | ID   |
| ----- | ---------------------- | ------ | - | - | - | ----- | ------ | ---- | ----- | --- | ---- |
| 1     | Basingstoke Buffalo II | 6      | 6 | 0 | 0 | 57:18 | 12     | ×    | 10:6  | 8:0 | 17:3 |
| 2     | Milton Keynes Kings II | 6      | 3 | 0 | 3 | 30:28 | 6      | 3:4  | ×     | 6:4 | 7:3  |
| 3     | Bracknell Hornets II   | 6      | 1 | 1 | 4 | 22:36 | 3      | 4:6  | 2:8   | ×   | 6:2  |
| 4     | Invicta Dynamos II     | 6      | 1 | 1 | 4 | 21:48 | 3      | 2:12 | 5:0 1 | 6:6 | ×    |

## Finale
Die Finalspiele wurden mit Hin- und Rückspiel am 3. und 4. Mai 2003 ausgetragen.